# Столбчатый
Столбчатый — мыс на западном побережье острова Кунашир. Согласно административно-территориальному делению России, расположен в Южно-Курильском городском округе Сахалинской области России, согласно административно-территориальному делению Японии, оспаривающей принадлежность острова — в округе Немуро губернаторства Хоккайдо.

## Описание
Мыс Столбчатый сложен наслоениями базальтовых лав вулкана Менделеева с хорошо выраженной столбчатой отдельностью в виде пяти- и шестигранных колонн. В результате волновой эрозии массив вулканических пород постепенно разрушается, в результате чего мыс представляет собой живописные отвесные скалы высотой до 40-50 м, вдающиеся в Кунаширский пролив несколькими выступами. Постепенно скалы разрушаются, образуя у подножий осыпи из каменных «столбов».

## Туризм
Благодаря своей уникальности и живописности мыс является популярным объектом для туризма. Мыс находится в охранной зоне государственного природного заповедника «Курильский». Администрацией этого заповедника были установлены информационные таблички для посетителей мыса. Посетить мыс можно самостоятельно без оформления специальных документов и разрешений, а также сюда организовывают экскурсии сам заповедник, различные туристические компании и местное экскурсионное бюро.

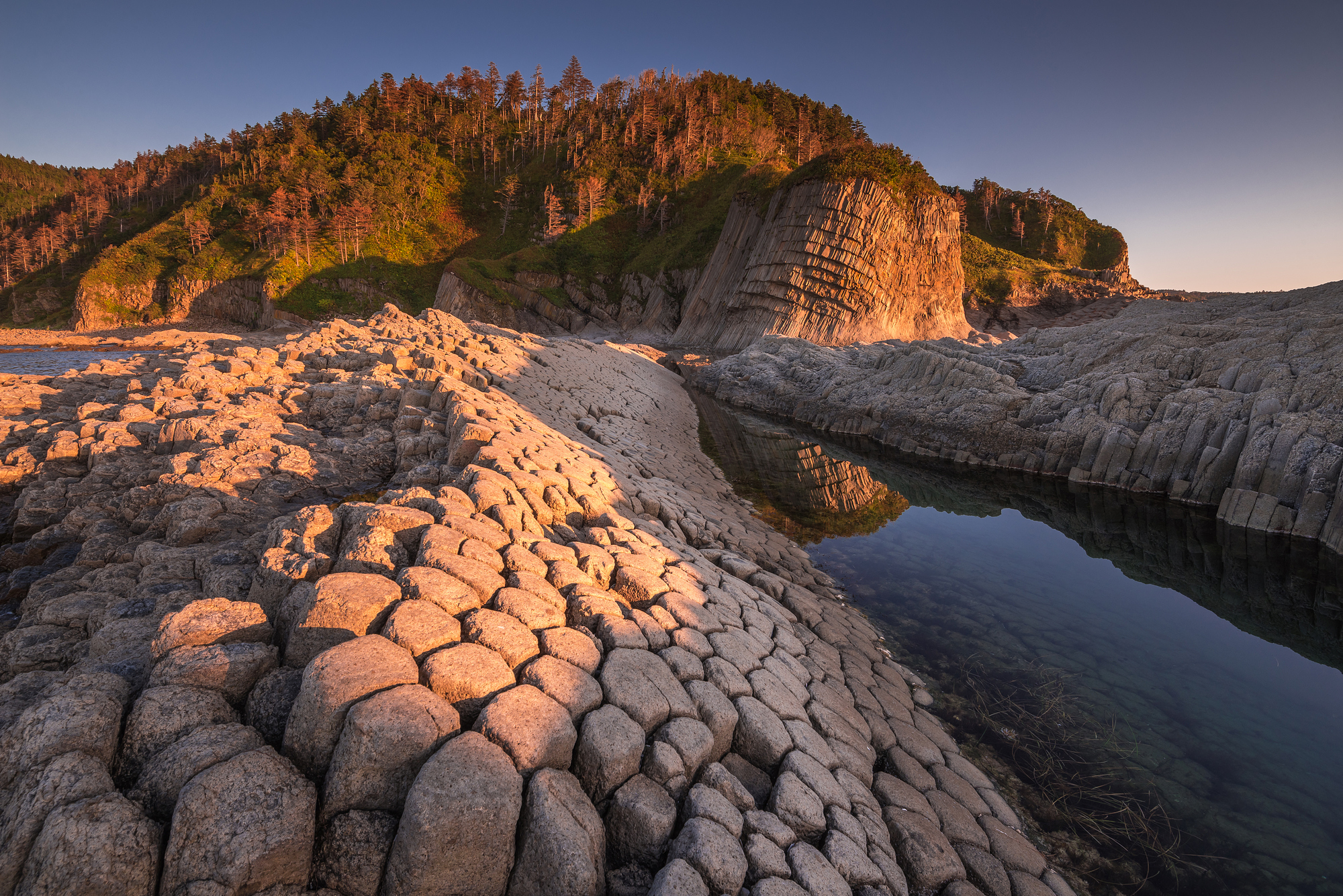
Базальтовые столбы
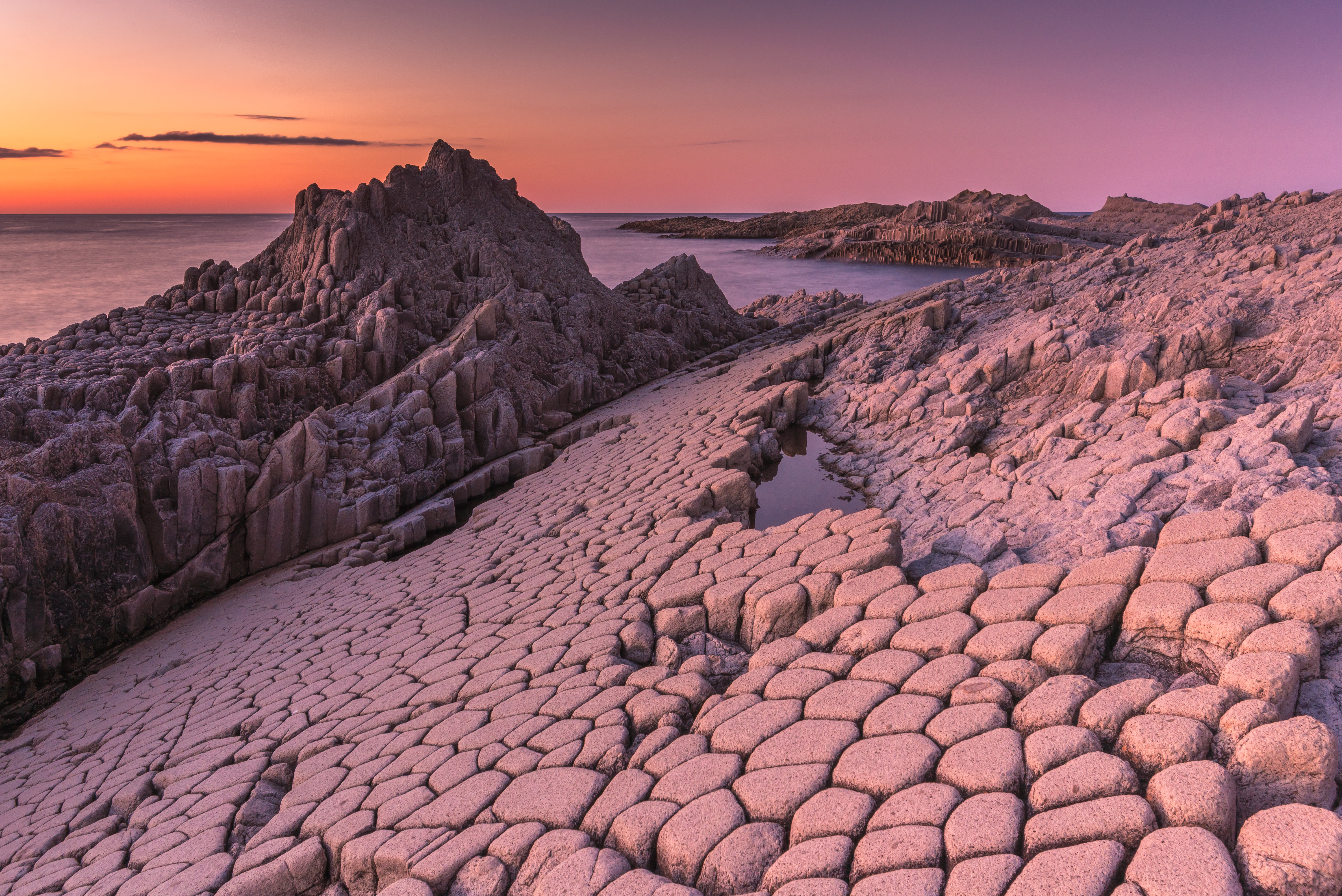
После заката

## Топографические карты
- Лист карты L-55-XXXII Южно-Курильск. Масштаб: 1 : 200 000. Указать дату выпуска/состояния местности.